# Lorena Franco
Lorena Franco (Barcelona, 1983) es una modelo, actriz y escritora española. Ha actuado en más de 35 cortometrajes y 6 películas en España y en populares series de televisión como El secreto de Puente Viejo y Gavilanes, entre otras. Ha sido el rostro de diversas marcas publicitarias a nivel nacional e internacional. También es conocida por sus videos musicales y series de Internet. Compagina su carrera como actriz con la escritura, con once títulos publicados. Sus libros han sido traducidos internacionalmente en varios idiomas.

## Biografía
Franco comenzó por sus propios medios, autopublicando en Amazon, y llegó a ser finalista en 2016 del Premio Literario Amazon Storyteler que organiza la plataforma y en Sant Jordi de 2018, Día Internacional del Libro, una de sus novelas fue la quinta más vendida en formato digital en todo el mundo según el ranking de Amazon Kindle.

## Carrera como actriz
| Título                          | Año  | Categoría                                        | Director                    |
| ------------------------------- | ---- | ------------------------------------------------ | --------------------------- |
| Paharganj                       | 2019 | Film (India)                                     |                             |
| Broken                          | 2017 | Series                                           | Xavier Ruax                 |
| Centro Medico                   | 2016 | TV series (Spain)                                |                             |
| La Maniobra de Heimlich         | 2013 | Film                                             | Manolo Vázquez              |
| La Musa y la Conciencia         | 2013 | Short film                                       | Cristian Valenciano         |
| Pulse A para Asesinato          | 2013 | Short film                                       | Wiman                       |
| Mis ex Novias                   | 2013 | Online series                                    | Alejandro Calvo             |
| Omertá Di Enrico                | 2012 | Film                                             | Gino Rodríguez              |
| Llameahora                      | 2012 | Short film                                       | Luis Endera                 |
| Heartbreakers                   | 2012 | Online series                                    | Cris Calvente               |
| Momentum                        | 2012 | Short film                                       | Luis Felipe Ruíz            |
| Las Reglas del Juego            | 2012 | Short film                                       | D.W. Fernández              |
| Ishalem, Memorias de un Vampiro | 2012 | Film                                             | Sergio González Román       |
| Ermessenda                      | 2012 | Film, TV 3                                       | Luis María Güell            |
| Un Cerdo en Casa                | 2012 | Short film                                       | Xavier Ruax                 |
| El Secreto de Puente Viejo      | 2011 | TV series, Antena 3 Spain                        | David Montoya               |
| Movimiento R                    | 2011 | Series, Local TV                                 | Jacobo Benoit               |
| La Apertura de la Nuez          | 2011 | Short film                                       | Guillermo Ruotolo           |
| La Novia                        | 2011 | Short film                                       | David Vergès                |
| Ángel Monstruo Mujer            | 2011 | Short film                                       | Camilla Mantovani           |
| Gavilanes                       | 2010 | TV series, Antena 3 Spain                        | Rafa Montesinos             |
| Y el Oscar es Para              | 2010 | Short film                                       | Elena Lario                 |
| Pelotas                         | 2009 | TV series, TVE Spain                             | José Corbacho and Juan Cruz |
| Sé lo Que Hicisteis             | 2009 | Program TV, laSexta                              | Ángel Martín                |
| Green Power                     | 2009 | Online series                                    | Marc Crehuet                |
| La Fiesta de Adan               | 2008 | Film                                             | Santiago Lapeira            |
| Fan Factory                     | 2008 | Presentadora en Urbe TV (Music program TV Spain) |                             |
| La Chica de la Curva            | 2007 | Short film                                       | Cristian Molina             |
| Latidos                         | 2006 | Film                                             | Carlos Pastor               |

## Obra Literaria
Lorena Franco también ha conseguido seducir a más de 250.000 lectores de todo el mundo con sus más de 20 obras, que la han convertido en una de las escritoras más vendidas y mejor valoradas en la plataforma de Amazon desde que en 2016 salió a la luz su novela La viajera del tiempo, un fenómeno de ventas sin precedentes en España, EE. UU. y México, finalista en el Premio Literario de Amazon 2016.
- 2015 - Historia de dos almas
- 2016 - Feliz vida
- 2016 - Lo que el tiempo olvidó
- 2016 - La vida que no elegí
- 2016 - Quédate conmigo
- 2016 - Mis días con Marilyn (editado también como El fantasma de Marilyn)
- 2016 - Palabras
- 2016 - Donde habita el olvido
- 2016 - Las horas perdidas
- 2016 - Sucedió en la Toscana
- 2017 - Ella lo sabe
- 2017 - La viajera del tiempo (Trilogía del Tiempo 1)
- 2018 - Perdida en el tiempo (Trilogía del Tiempo 2)
- 2018 - El club de medianoche
- 2018 - La memoria del tiempo (Trilogía del Tiempo 3)
- 2019 - Quién mueve los hilos
- 2019 - La verdad de Anna Guirao (Anna y Vera 1)
- 2020 - El último verano de Silvia Blanch (Alex Duarte 1)
- 2021 - Todos buscan a Nora Roy
- 2021 - Los días que nos quedan
- 2022 - La mentira de Vera Ros (Anna y Vera 2)
- 2022 - El escondite de Greta (Redes 1)
- 2022 - El lugar donde fuimos felices
- 2022 - El vacío que dejas (Alex Duarte 2)
- 2022 - 600 noches después
- 2023 - Ojalá no te duela
- 2023 - Así es como empieza la ausencia
- 2023 - El secreto de la señora Byrne (Chloe Bennett 1)
- 2023 - Aunque muera el mundo (Chloe Bennett 2)
- 2024 - Al límite de la cordura (Chloe Bennett 3)
- 2024 - Nada sucede dos veces (Vega Martín 1)
- 2024 - La pareja perfecta (Vega Martín 2)
- 2024 - Llegará la oscuridad (Redes 2)
- 2024 - El juego de Leiva (Vega Martín 3)
- 2025 - Una casa en Brenthouse Road
- 2025 - Un reparto deplorable  (Vega Martín 4)
- 2025 - No digas mi nombre (Vega Martín 5)